# کلیساهای چوبی جنوب لهستان کوچک
کلیساهای چوبی جنوب لهستان کوچک (لهستانی: drewniane kościoły południowej Małopolski) یکی از میراث جهانی یونسکو است که در شهرهای بینارووا، بلیزن، دنبنو، هاچیف، لیپینسا مورووانا و سکوآ در استان لهستان کوچک واقع شده‌اند.
شیوه معماری کلیسای چوبی در منطقه در قرون وسطی، اواخر سده ۱۶ میلادی به شیوه معماری گوتیک شکل گرفت. ساخت‌های جلوتر دارای تاثیرات روکوکو و باروک هستند. شکل این کلیساهای کاتولیک به‌شدت از کاتولیک شرقی و ارتدکس تاثیر پذیرفته‌است.